# Lliga neerlandesa de futbol 1912-13
La Lliga neerlandesa de futbol 1912–1913 va ser disputada per divuit equips que participaven en dues divisions. El campió nacional seria determinat per un play-off amb els guanyadors de la divisió de futbol oriental i occidental dels Països Baixos. L'Sparta Rotterdam va guanyar el campionat en vèncer el Vitesse Arnhem per 2-1 i 2-1.

## Nou equip
Eerste Klasse Est:
- HVV Tubantia

## Divisions

### Eerste Klasse Est
| Pos | Equip           | PJ | PG | PE | PP | GF | GC | Pts | DG  | Notes                              |
| --- | --------------- | -- | -- | -- | -- | -- | -- | --- | --- | ---------------------------------- |
| 1   | SBV Vitesse     | 14 | 10 | 1  | 3  | 34 | 12 | 21  | +22 | Classificat al play-off pel títol. |
| 2   | RKVV Wilhelmina | 14 | 8  | 3  | 3  | 21 | 17 | 19  | +4  | Traslladat a l'Eerste Klasse Sud.  |
| 3   | Koninklijke UD  | 14 | 8  | 1  | 5  | 37 | 18 | 17  | +19 |                                    |
| 4   | Quick Nijmegen  | 14 | 8  | 1  | 5  | 18 | 18 | 17  | 0   |                                    |
| 5   | HVV Tubantia    | 14 | 6  | 1  | 7  | 27 | 23 | 13  | +4  |                                    |
| 6   | Go Ahead        | 14 | 2  | 6  | 6  | 13 | 23 | 10  | -10 |                                    |
| 7   | GVC Wageningen  | 14 | 4  | 1  | 9  | 16 | 28 | 9   | -12 |                                    |
| 8   | EFC PW 1885     | 14 | 2  | 2  | 10 | 15 | 42 | 6   | -27 |                                    |

PJ = Partits jugats; PG = Partits guanyats; PE = Partits empatats; PP = Partits perduts; GF = Gols a favor; GC = Gols en contra; Pts = Punts; DG = Diferència de gols

### Eerste Klasse Oest
| Pos | Equip            | PJ | PG | PE | PP | GF | GC | Pts | DG  | Notes                              |
| --- | ---------------- | -- | -- | -- | -- | -- | -- | --- | --- | ---------------------------------- |
| 1   | Sparta Rotterdam | 18 | 14 | 3  | 1  | 57 | 16 | 31  | +41 | Classificat al play-off pel títol. |
| 2   | DFC              | 18 | 14 | 2  | 2  | 65 | 22 | 30  | +43 |                                    |
| 3   | HFC Haarlem      | 18 | 8  | 4  | 6  | 39 | 29 | 20  | +10 |                                    |
| 4   | HVV Den Haag     | 18 | 9  | 2  | 7  | 48 | 38 | 20  | +10 |                                    |
| 5   | HBS Craeyenhout  | 18 | 6  | 5  | 7  | 28 | 37 | 17  | +11 |                                    |
| 6   | Koninklijke HFC  | 18 | 7  | 1  | 10 | 44 | 47 | 15  | -3  |                                    |
| 7   | HC & CV Quick    | 18 | 6  | 3  | 9  | 29 | 39 | 15  | -10 |                                    |
| 8   | VOC              | 18 | 5  | 4  | 9  | 30 | 31 | 14  | -1  |                                    |
| 9   | AFC Ajax         | 18 | 6  | 2  | 10 | 22 | 47 | 14  | -25 |                                    |
| 10  | CVV Velocitas    | 18 | 1  | 2  | 15 | 24 | 80 | 4   | -56 | Traslladat a l'Eerste Klasse Sud.  |

PJ = Partits jugats; PG = Partits guanyats; PE = Partits empatats; PP = Partits perduts; GF = Gols a favor; GC = Gols en contra; Pts = Punts; DG = Diferència de gols

### Play-off pel campionat
| Equip 1 | Global | Equip 2          | Anada | Tornada |
| ------- | ------ | ---------------- | ----- | ------- |
| Vitesse | 2–4    | Sparta Rotterdam | 1–2   | 1–2     |

L'Sparta Rotterdam va guanyar el campionat.